# Hydroxyde de césium
L’hydroxyde de césium ou césine est un composé chimique de formule brute CsOH. Il s'agit d'une base forte, semblable aux autres hydroxydes alcalins tels que l'hydroxyde de sodium NaOH, l'hydroxyde de potassium KOH et hydroxyde de lithium LiOH. Sa réactivité très élevée le rend extrêmement hygroscopique, de sorte qu'on le trouve généralement sous forme de monohydrate CsOH·H2O.
Il se forme par contact du césium avec l'eau, réaction violente et d'autant plus dangereuse qu'elle libère de l'hydrogène H2 — même la glace réagit à température aussi basse que −116 °C :
2 Cs + 2 H2O → 2 CsOH + H2.
On l'obtient également à partir de l'oxyde de césium Cs2O par réaction avec l'eau :
Cs2O + H2O → 2 CsOH.
CsOH permet de graver le silicium de façon anisotrope, en exposant préférentiellement les plans octaédriques du cristal. Ceci permet de graver des motifs pyramidaux ou des sillons réguliers en micromécanique. Il possède une meilleure sélectivité que l'hydroxyde de potassium KOH pour graver le silicium ayant un fort dopage de type p.
L'hydroxyde de césium demeure cependant peu employé car il coûte cher et présente des propriétés semblables — en plus fort — à celles des autres hydroxydes alcalins. Il connaît toutefois un engouement depuis les années 1990 pour la préparation du formiate de césium (par réaction avec l'acide formique) utilisé dans le forage pétrolier et gazier.